# Sacromonte

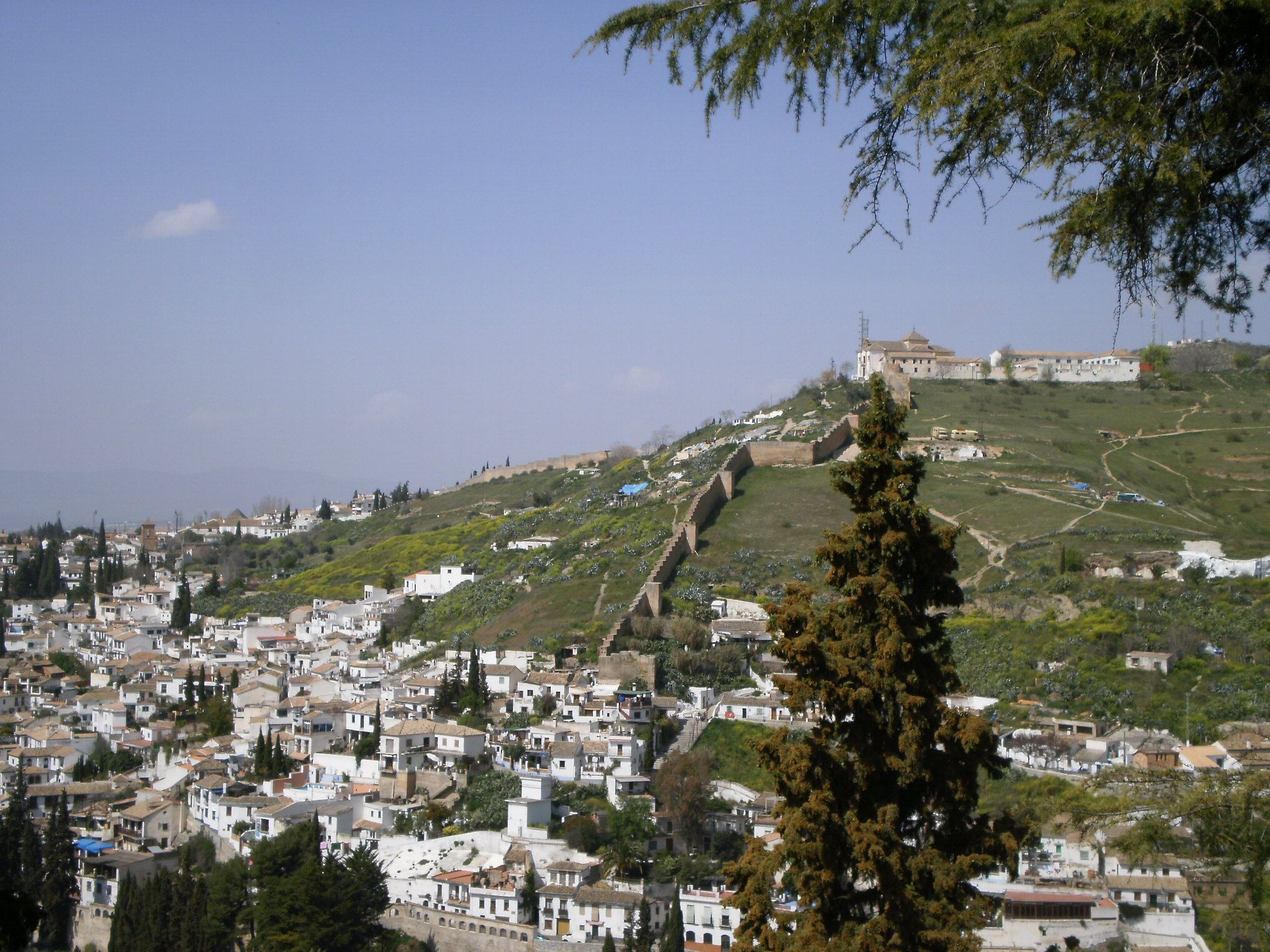
Vista do Sacromonte

O Sacromonte, por vezes também chamado Sacramonte, é um bairro tradicional da zona oriental da cidade de Granada, no sul de Espanha. É um dos seis bairros que constituem o distrito urbano do Albaicín e limita com os bairros do Albaicín, São Pedro, Realejo-San Matías, El Fargue e Haza Grande. Em 2009 tinha 578 habitantes.
Situa-se na colina e vale de Valparaíso, frente à Alhambra, lugares emblemáticos de Granada, que ocupam ambas as margens do rio Darro, cujo nome parece derivar da expressão "D'auro" ("de ouro") pelos seus famosos sedimentos auríferos.
É o bairro tradicional dos ciganos granadinos, que se instalaram em Granada após a conquista cristã da cidade em 1492. É um dos bairros mais pitorescos da cidade, pela paisagem e pelas suas casas trogloditas, instaladas em grutas caiadas que servem de habitação, onde se ouvem toques rasgados de guitarras, cantes e quejíos (cantos tradicionais andaluzes), que acompanham as zambras (danças tradicionais ciganas de flamenco), e que se tornaram um dos reclamos turísticos mais célebres de Granada.
Os ciganos do Sacromonte têm um dialeto próprio, o "calé", que atualmente é muito pouco usado, oriundo, segundo a tradição, da Índia, de onde também teriam vindo os ciganos que chegaram a Espanha no século XV depois de deambularem pela Europa e África. Os ciganos do Sacromonte foram retratados pelo poeta Federico García Lorca no seu livro de poemas Romancero Gitano.

## Etimologia
O bairro deve o seu nome ao episódio ocorrido entre 1595 e 1599 na colina de Valparaíso: a alegada descoberta de relíquias e dos chamados livros plúmbeos ou "livros de chumbo do Sacromonte", com desenhos indecifráveis, textos em latim e caracteres árabes que chegaram a ser interpretados como sendo o quinto evangelho. Esses achados foram declarados uma falsificação no século XVII, mas deram origem à construção da Abadia do Sacromonte, onde ainda hoje se encontram as relíquias falsas de São Cecílio, co-padroeiro de Granada e os livros plúmbeos.

## Origem das grutas
A origem das casas escavadas na encosta do Sacromonte, que constituem a habitação tradicional do bairro, não é muito clara. Supõe-se que começaram a ser construídas a partir do século XVI, quando a população judia e muçulmana foi expulsa das suas casas, a que se juntaram os ciganos de costumes nómadas. As grutas surgiram como habitações para os marginalizados, situadas exramuros da cidade, o que implicava estarem fora do controlo administrativo e eclesiástico. Para escavar uma gruta começava-se por fazer desmoronar a face do cerro onde se queria construir, fazendo um corte vertical que servia de fachada. Seguidamente abria-se um arco de volta inteira para servir de porta e posteriormente eram escavadas as divisões necessárias e que o terreno permitia.
A formas e limites deste tipo original de casa são determinados pelo terreno, altitude e extensão dos cerros onde se encontram, pelo que não há duas grutas iguais. Estes elementos, juntamente com as veredas, barrancos, pracetas, fachadas e interiores caiados de branco formam uma paisagem singular que, com os costumes e ofícios dos seus habitantes, lhe dão um carácter único.
Além das casas trogloditas, outra característica importante do bairro são as lendas que se relacionam com todas as esquinas e lugares, sendo uma das mais conhecidas a do Barranco dos Negros.

## Lenda

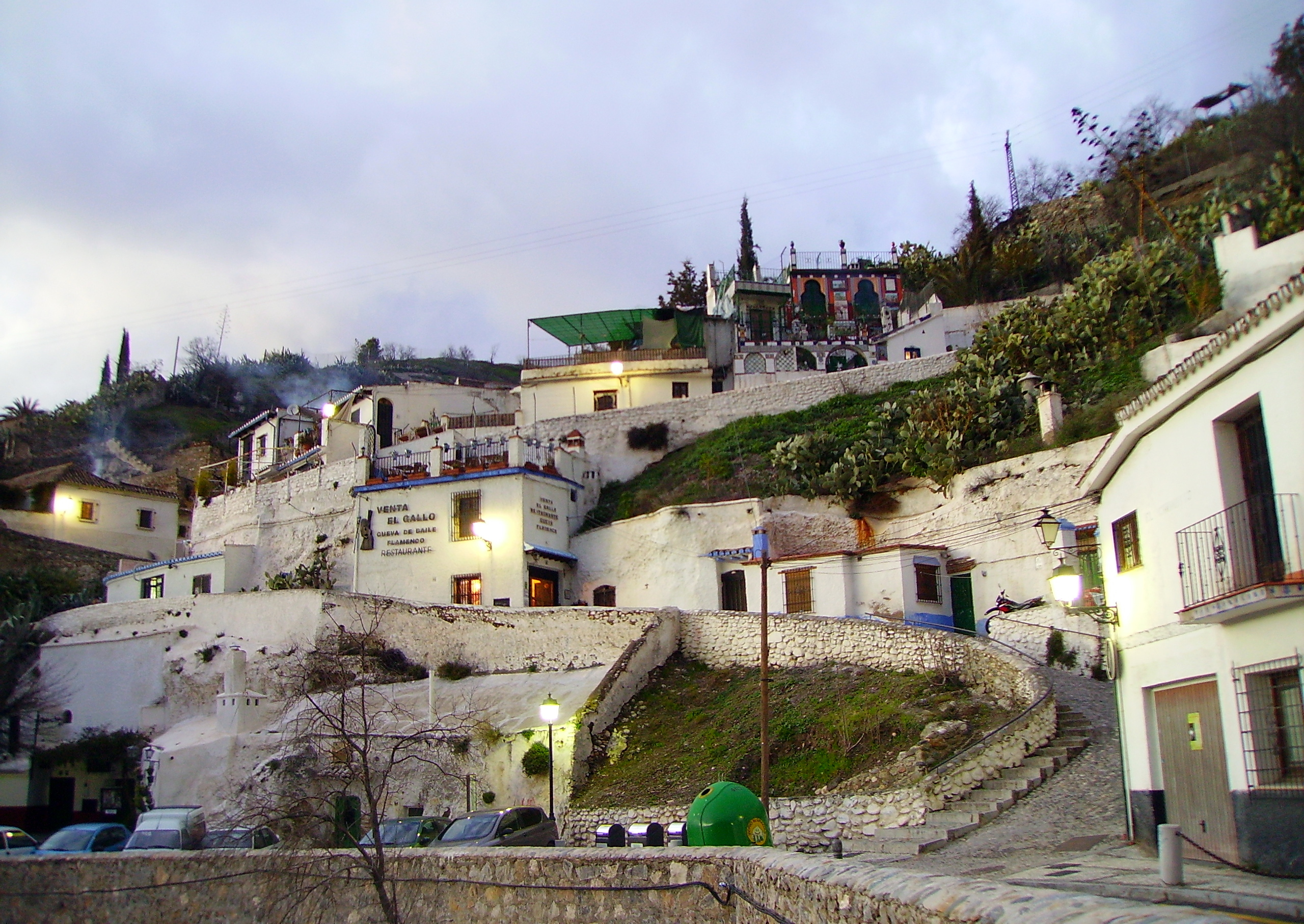
Algumas das famosas cuevas (casas trogloditas) do Sacromonte

Segundo a lenda, após a tomada de Granada pelos Reis Católicos em 1492 muitos nobres árabes exilaram-se no Norte de África, levando no coração a cidade dos seus pais e avós, que os tinha visto nascer e aos seus filhos, e à qual esperavam poder um dia voltar. Receosos de que no caminho para os portos de Almuñécar ou Almeria, onde embarcariam, fossem assaltados e pelos salteadores de caminho (soldados renegados dos exércitos cristãos) lhes roubassem as fortunas, esconderam grandes tesouros entre as oliveiras que então existiam no monte.
Paralelamente a isso, foram libertados muitos escravos destas famílias árabes, pois era muito caro fazer a viagem para o exílio com grandes séquitos. Muitos destes escravos, que eram de raça negra, que sabiam das idas e vindas dos seus amos ao monte de Valparaíso e dos seus medos e pensamentos, ouvidos em mais do que uma conversa entre eles, organizaram os seus estratagemas. Recuperada a liberdade e sem ofício nem posses, decidiram subir ao monte e ficar com os tesouros dos que tinham sido seus senhores. Escavaram e tonaram a escavar as encostas do monte sem êxito e, extenuados pelo esforço e sem lugar onde se pudessem abrigar, fizeram-no nos buracos que tinham escavado, que depois acondicionaram, convertendo-os nas grutas que se converteram nas sua casas. Daí o nome de "Barranco dos Negros", por dessa raça serem os primeiros moradores.
Posteriormente, e já misturados com os moradores de etnia cigana, realizaram mais do que um sortilégio em busca do lugar exato onde estavam escondidos os tesouros. São conhecidos os atos misteriosos de uma velha feiticeira "ferminibí" que, falando ora com a água ora com o fogo, ou olhando sem pestanejar uma tina de água, tentava descobrir algumas pistas para encontrar os tesouros perdidos, os quais se desconhece atualmente se foram descobertos por algum daqueles que os procuravam, que em segredo deles se apropriaram, ou se continuam escondidos no Sacromonte.

## Lugares de interesse turístico

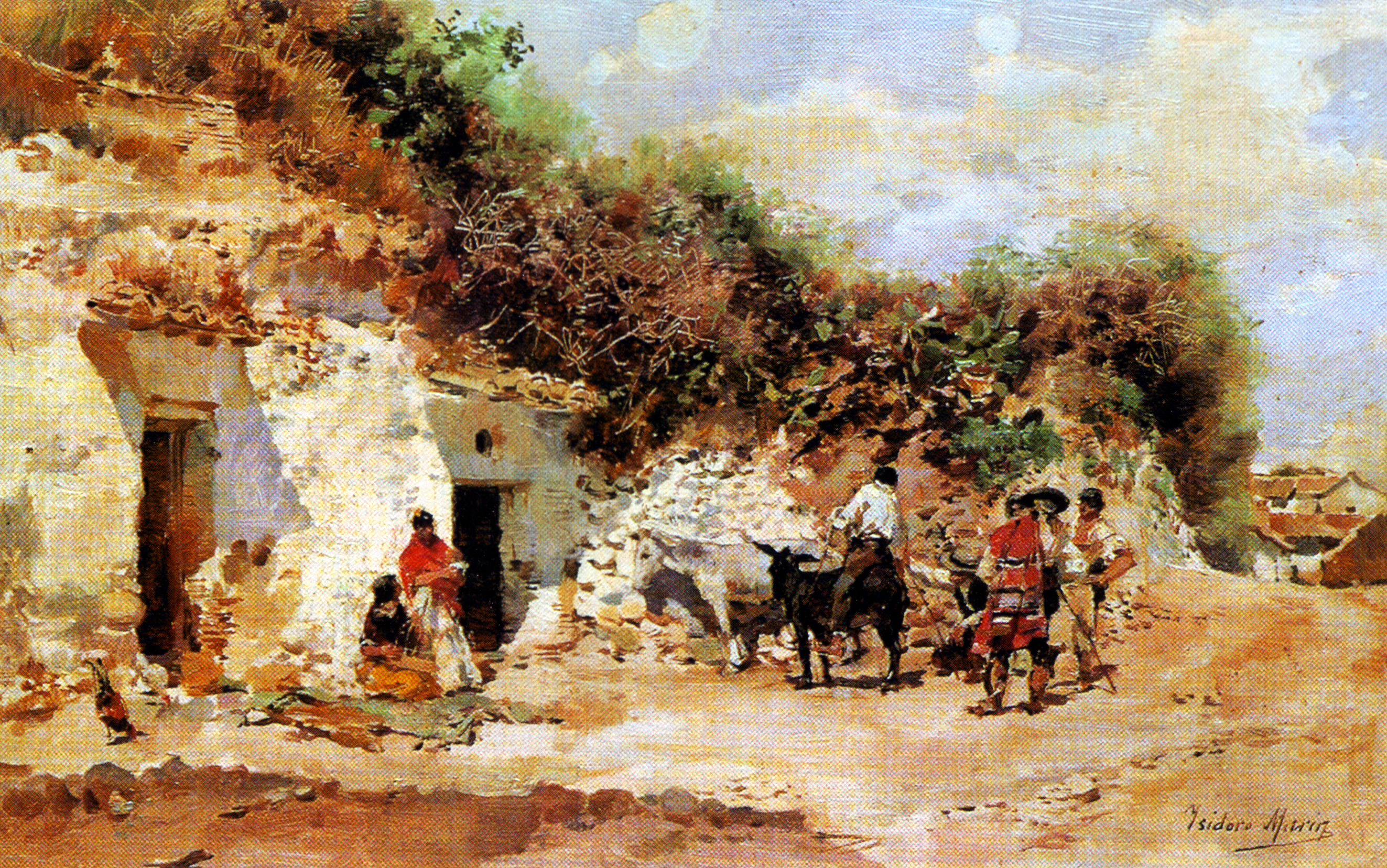
El trato, do pintor granadino Isidoro Marín Gares

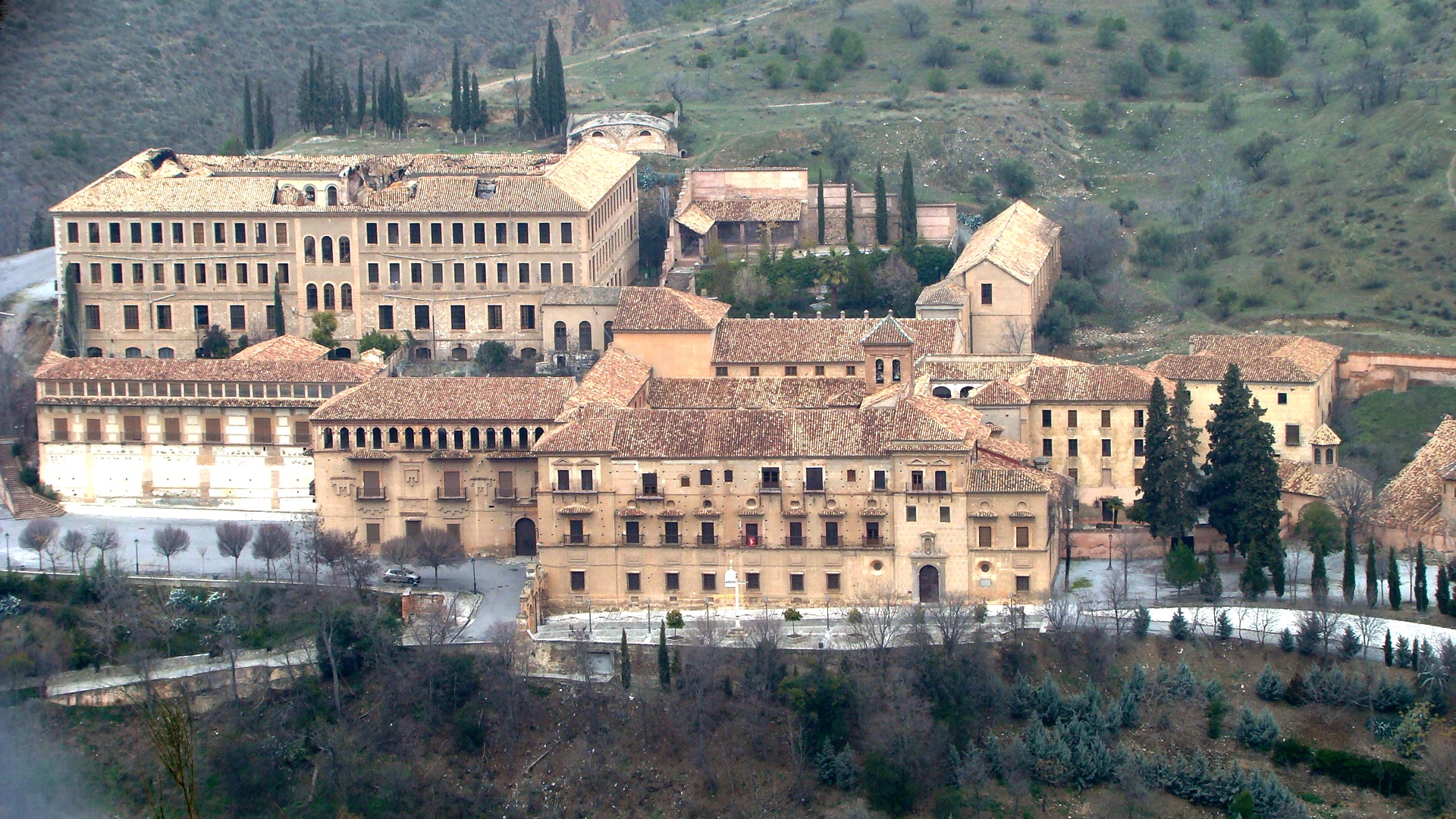
Complexo da Abadia do Sacromonte

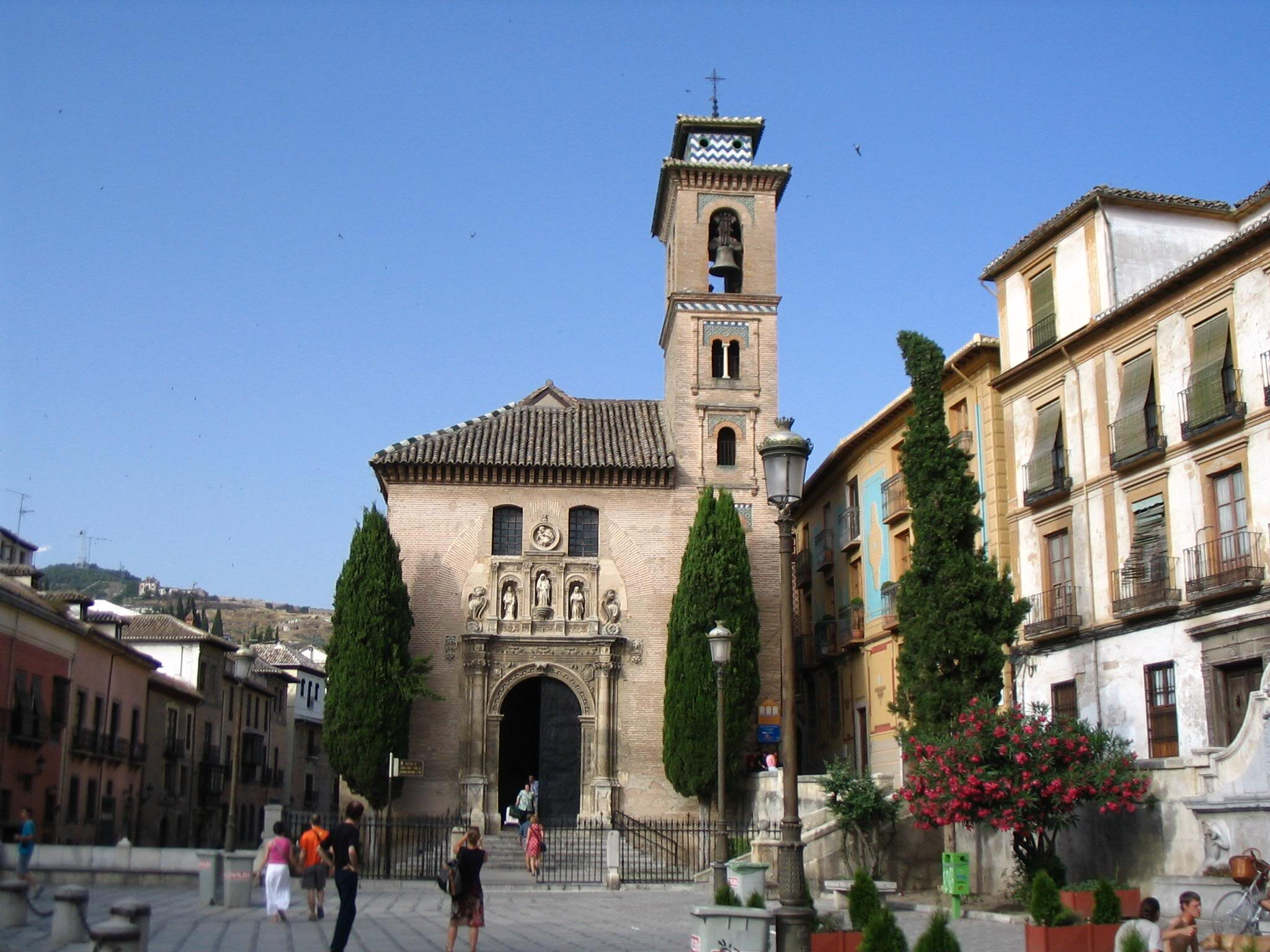
Igreja de Santa Ana e São Gil (século XVI)

### Abadia e Colégio do Sacromonte;Santas Cuevas
Além das numerosas grutas, o principal monumento do bairro é a Abadia do Sacromonte, construída pelo arcebispo Pedro de Castro y Quiñones no século XVII no cimo da colina, onde apareceram as supostas relíquias e outros vestígios dos que teriam sido os primeiros cristãos de Granada e evangelizadores da Bética, entre eles São Cecílio, mártir e primeiro bispo da cidade, ainda no século I, e outras figuras apostólicas, companheiros de Santiago. Anexo à abadia  encontra-se também o Colégio do Sacromonte, fundado igualmente por Pedro de Castro.
O conjunto é formado pela abadia (séculos XVII-XVIII), o Colégio Velho de São Dionísio Areopagita (século XVII), o Colégio Novo (século XIX) e pelas "Santas Grutas" (Santas Cuevas). A abadia tem uma importante biblioteca com numerosos incunábulo e manuscritos, que atualmente se encontra encerrada. As Santas Cuevas são antigas catacumbas onde existem várias capelas. Numa delas, segundo a tradição, oficiou Santiago Menor.[carece de fontes?] Ali tem lugar a romaria de São Cecílio no primeiro domingo de janeiro, uma das festividades católicas mais importantes de Granada.
Na abadia encontram-se também as escolas da Ave Maria, fundadas pelo pedagogo e padre Andrés Manjón, mais conhecido como padre Manjón, no início do século XX para ensinar crianças ciganas, cujas inovações pedagógicas ainda continuam em uso.[carece de fontes?]

### Outros monumentos
Na Carrera del Darro encontram-se inúmeros monumentos, entre os quais se destacam:
- Casa árabe de Zafra, construída no final do século XIV e atualmente sede do Centro de Estudos Históricos.

- Casa de Castril, do século XVI, que tem belos artesoados mudéjares e fachada plateresca. Atualmente ali funciona o Museu Arqueológico e Etnológico de Granada.

- Convento de Santa Catarina de Zafra, fundado em 1520, que conserva no seu interior uma pequena casa árabe do século XI.

- Palácio dos Córdova, construído pelos  duques de Montellano, onde atualmente funciona o Arquivo de Granada.

- Igreja de Santa Ana e São Gil, do século XVI.

- El Bañuelo ou Baño do Nogal ou dos Axares, um hamam (balneário) construído sobre o rio Darro no século XI durante o reinado do rei zirida Badis, um dos mais completos dentre os que ainda existem em Espanha.

- Fonte do Avellano (da avelaneira), famosa pelas menções a ela nas obras de Ángel Ganivet.

- Museu Cuevas del Sacromonte, Centro de Interpretação Sacromonte, um museu etnográfico.